# Боярка (притока Чумгака)
Бо́ярка — річка в Черкаської області, права притока річки Чумгак.

## Опис
Довжина річки приблизно 12 км.
Бере початок у селі Компанійське. Переважно тече на північний схід через Бирлівку, Мировичі і впадає у річку Чумгак, праву притоку Оржиці.
Річку перетинає автомобільний шлях Т 2409
Притоки: Малий Чумгак (ліва).